# Slug and Lettuce
Slug and Lettuce é um fanzine punk fundado em Nova Iorque, porém atualmente ele se encontra fixado em Richmond na Virgínia. A sua assinatura diz "Um zine suportando a ética Do-It-Yourself da comunidade punk". Ele é publicado trimestralmente e, na primavera de 2007, completou vinte anos de existência.
O fanzine é editado por Christine Boarts Larson, que também escreve uma coluna para a Maximum Rocknroll. Ela descreve o seu zine como se estivesse "providenciando espaço para comunicação dentro da música underground e da cena política" (a citação é uma nota do Underground: Zines and the Politics of Alternative Culture).

## Conteúdo
Cada número contém colunas com temas relacionados ao DIY/anarcopunk (próprios da política anti-autoritarista), vegetarianismo/ação vegan, cultura do DIY, jardinagem e outras formas de ativismo. A Slug and Lettuce traz também crítica literária, musical e fotografias da banda de Christine Boarts-Larson.
Slug and Lettuce traz também o humorístico Zero Content de Fly, a arte folk punk de Jeremy Clark, e traz também a arte Medieval Punk de Sean Goblin.

## Notícias Recentes
No 89º número do zine (feito no outono de 2006), Christine Boarts Larson anunciou que o número 90º seria o aniversário de vinte anos do fanzine. Entretanto, o lançamento acabou sendo adiado para maio de 2007 devido à sua gravidez. O lançamento de aniversário de 20 anos - o 90º número - veio no outono de 2007 e foi o último número em versão impressa.